# Alexander Heldring (diplomaat)
Alexander Heldring (Amsterdam, 13 december 1939 – Den Haag, 7 juni 2024) was een Nederlands diplomaat. Hij schreef een dissertatie over het Saramaccaproject.

## Biografie

### Opleiding
Na zijn eindexamen-α op het Gemeentelijk Gymnasium te Hilversum studeerde Heldring rechten aan de Rijksuniversiteit te Leiden, waar hij in 1967 afstudeerde in de Vrije Studierichting, met Volkenrecht als hoofdvak en Vergelijkend Staatsrecht, Politieke Wetenschap en Geschiedenis van de Internationale Betrekkingen als bijvakken.

### Loopbaan
Als medewerker van het Oost-West Instituut/Interdoc in Den Haag publiceerde hij in 1969 een boek over de communistische frontorganisatie The International Federation of Resistance Movements (FIR).
Heldring kwam in de buitenlandse dienst bij het Ministerie van Buitenlandse Zaken in 1969. Op zijn eerste post in het buitenland in 1970 en 1971 was hij verantwoordelijk voor de Israël-sectie van de Nederlandse ambassade in Warschau tijdens de periode waarin Nederland de belangen van Israël in Polen (1967-1990) behartigde. Polen had de diplomatieke betrekkingen met Israël na de Zesdaagse oorlog verbroken. In deze periode wilden veel joden vanwege het antisemitisme in Polen naar Israël emigreren, waarbij de Nederlandse ambassade een rol speelde bij het verstrekken van een visum voor Israël. De Poolse autoriteiten namen daarbij soms persoonlijke documenten van de vertrekkende personen in. Dit wilde de ambassade voorkomen. De Nederlandse regering wilde echter niet dat deze documenten per diplomatieke post naar Nederland gestuurd weden. Daarom functioneerden personeelsleden van de ambassade in Warschau als koerier, door documenten in hun bagage mee te nemen als ze per auto naar Nederland gingen, daarbij beschermd door de diplomatieke immuniteit.
Voorts diende hij als ambassadesecretaris en ambassaderaad in Zambia, België (NAVO Brussel), de VS (Washington DC), Tsjecho-Slowakije, Suriname en Zwitserland (VN Genève).
Heldring was gevolmachtigd minister/plaatsvervangend hoofd van de Nederlandse ambassade in Tokio in 1994-1997 en daarvoor diende hij als zaakgelastigde in Ethiopië, Djibouti en de Seychellen en als ambassadeur in Burkina Faso en Niger. Zijn laatste ambassadeurspost was in Ghana, Togo en Benin.
Hij ging met pensioen in 2004. Na zijn academische promotie ging Heldring lezingen geven over de meestervervalser Han van Meegeren en vooral diens strafproces in 1947, waarbij de vader van Alexander als advocaat van Van Meegeren optrad. Heldring was ook als docent verbonden aan de Volksuniversiteit in Den Haag.

## Promotie
Op 25 november 2010 promoveerde Heldring aan de Faculteit der Letteren van de Rijksuniversiteit Groningen op een proefschrift over het zogenaamde “Saramaccaproject”. Vanaf 1946 tot midden 1948 werden door de Amerikaans-Joodse organisatie Freeland League met de Nederlandse regering en de autoriteiten in Suriname onderhandelingen gevoerd over hervestiging van joodse ontheemden uit Centraal- en Oost-Europa in het Saramaccadistrict, ten westen van Paramaribo. Dit plan werd nooit uitgevoerd.

## Onderscheidingen
- Officier l'Ordre national du Burkina Faso
- Order of the Sacred Treasure, Gold and Silver Star, Japan
- Order of the Grand Medal, Republiek Ghana, Honorary Division
- Paul Harris Fellow, Rotary International.

## Familie
Heldring was de zoon van advocaat mr. Ernst Heldring (1904-1993) en de kunstschilderes Olga Hondius van Gessel (1906-1995). Ernst Heldring was de advocaat van de meestervervalser Han van Meegeren tijdens diens strafproces in 1947. Heldring was genoemd naar zijn grootvader, ir. Alexander Heldring (1874-1938), die voor de Tweede Wereldoorlog directeur en hoofdredacteur was van het Algemeen Handelsblad. Hij was een achterneef van Jérôme Louis Heldring (1917-2013), de indertijd bekendste columnist van NRC Handelsblad.
Heldring was getrouwd en heeft met zijn vrouw twee dochters. Zijn echtgenote was van 1986–2002 woordvoerder voor het `Inter-African Committee on Traditional Practices affecting the health of Women and Children', oftewel de strijd tegen FGM (vrouwelijke genitale verminking). Op grond van haar werkzaamheden voor deze niet-gouvernementele organisatie ontving Frauke Heldring-de Wiljes in 1998 de koninklijke onderscheiding van Lid in de Orde van Oranje-Nassau.

## Publicaties
- Het Saramacca project. Een plan van joodse kolonisatie in Suriname, Hilversum, Verloren, 2011. ISBN 978-90-8704-207-3 (Oorspronkelijk: proefschrift Groningen, 2010)
- The international federation of resistance movements. History and background. The Hague, 1969
  - La Fédération Internationale des Résistants. Histoire et actualité. La Haye, 1969